# Friendswood
Friendswood ist eine Stadt im Galveston County und Harris County im Bundesstaat Texas in den Vereinigten Staaten. Das U.S. Census Bureau hat bei der Volkszählung 2020 eine Einwohnerzahl von 41.213 ermittelt.

## Geographie
Die Stadt liegt 45 Kilometer nordwestlich von Galveston und 32 Kilometer südlich von Houston im Nordwesten des Galveston County und reicht bis in das Harris County. Im Südosten ist die Stadt etwa 40 Kilometer vom Golf von Mexiko entfernt und hat eine Gesamtfläche von 54,4 km².

## Geschichte
Benannt wurde die Stadt nach der offiziellen Bezeichnung Religious Society of Friends der Quäker als diese von Kansas nach Texas zogen.

## Demografische Daten
Nach der Volkszählung im Jahr 2000 lebten hier 29.037 Menschen in 10.107 Haushalten und 8.085 Familien. Die Bevölkerungsdichte betrug 533,4 Einwohner pro km². Ethnisch betrachtet setzte sich die Bevölkerung zusammen aus 90,09 % weißer Bevölkerung, 2,70 % Afroamerikanern, 0,40 % amerikanischen Ureinwohnern, 2,39 % Asiaten, 0,01 % Bewohnern aus dem pazifischen Inselraum und 2,79 % aus anderen ethnischen Gruppen. Etwa 1,63 % waren gemischter Abstammung und 8,79 % der Bevölkerung waren spanischer oder lateinamerikanischer Abstammung.
Von den 10.107 Haushalten hatten 43,7 % Kinder unter 18 Jahre, die im Haushalt lebten. 68,5 % davon waren verheiratete, zusammenlebende Paare. 8,7 % waren allein erziehende Mütter und 20,0 % waren keine Familien. 17,0 % aller Haushalte waren Singlehaushalte und in 6,3 % lebten Menschen, die 65 Jahre oder älter waren. Die Durchschnittshaushaltsgröße betrug 2,85 und die durchschnittliche Größe einer Familie belief sich auf 3,23 Personen.
30,0 % der Bevölkerung waren unter 18 Jahre alt, 6,2 % von 18 bis 24, 29,4 % von 25 bis 44, 25,7 % von 45 bis 64, und 8,6 % die 65 Jahre oder älter waren. Das Durchschnittsalter war 37 Jahre. Auf 100 weibliche Personen aller Altersgruppen kamen 93,7 männliche Personen. Auf 100 Frauen im Alter von 18 Jahren und darüber kamen 90,4 Männer.

Das jährliche Durchschnittseinkommen eines Haushalts betrug 69.384 USD, das Durchschnittseinkommen einer Familie 77.293 USD. Männer hatten ein Durchschnittseinkommen von 60.304 USD gegenüber den Frauen mit 35.447 USD. Das Prokopfeinkommen betrug 28.615 USD. 3,3 % der Bevölkerung und 2,3 % der Familien lebten unterhalb der Armutsgrenze. Davon waren 3,4 % Kinder und Jugendliche unter 18 Jahren und 3,8 % waren 65 oder älter.